# Not Strong Enough
Not Strong Enough – singel fińskiej grupy muzycznej Apocalyptica promujący jej siódmy album studyjny zatytułowany 7th Symphony. Gościnnie w utworze zaśpiewał Brent Smith znany z występów w amerykańskim zespole Shinedown. Piosenkę wyprodukowaną przez Howarda Bensona i Chrisa Lord-Alge napisała Diane Warren. Wydawnictwo, w formie digital download ukazało się 1 listopada 2010 roku nakładem wytwórni muzycznej Sony Music Entertainment Germany GmbH.
7 stycznia 2011 roku do sprzedaży w Stanach Zjednoczonych trafiła edycja, w której Smitha zastąpił wokalista zespołu Hoobastank – Douglas Robb. Zmiana była podyktowana problemami z zabezpieczaniem praw do udziału Smitha w projekcie, a związanego z wytwórnią Atlantic Records. Douglas Robb wystąpił również w teledysku do piosenki, który wyreżyserowała Lisa Mann. Jednakoż większą popularnością w USA cieszyła się wersja oryginalna, utwór uplasował się na 21. miejscu listy Billboard Mainstream Rock Songs.

## Lista utworów
| Wydanie amerykańskie | Wydanie amerykańskie                     | Wydanie amerykańskie | Wydanie amerykańskie | Wydanie amerykańskie |
| Nr                   | Tytuł utworu                             | Słowa                | Muzyka               | Długość              |
| -------------------- | ---------------------------------------- | -------------------- | -------------------- | -------------------- |
| 1.                   | „Not Strong Enough” (feat. Douglas Robb) | Diane Warren         | Diane Warren         | 3:35                 |
|                      |                                          |                      |                      | 3:35                 |

| Wydanie brytyjskie | Wydanie brytyjskie                      | Wydanie brytyjskie   | Wydanie brytyjskie                        | Wydanie brytyjskie |
| Nr                 | Tytuł utworu                            | Słowa                | Muzyka                                    | Długość            |
| ------------------ | --------------------------------------- | -------------------- | ----------------------------------------- | ------------------ |
| 1.                 | „Not Strong Enough” (feat. Brent Smith) | Diane Warren         | Diane Warren                              | 3:36               |
| 2.                 | „Return Game”                           | utwór instrumentalny | Eicca Toppinen                            | 4:18               |
| 3.                 | „The Unforgiven” (wersja akustyczna)    | utwór instrumentalny | James Hetfield, Lars Ulrich, Kirk Hammett | 3:55               |
| 4.                 | „Not Strong Enough” (wideo)             | Diane Warren         | Diane Warren                              | 3:41               |
|                    |                                         |                      |                                           | 15:30              |

## Notowania
| Lista                              | Kraj              | Pozycja |
| ---------------------------------- | ----------------- | ------- |
| Billboard Mainstream Rock Songs    | Stany Zjednoczone | 21      |
| Suomen virallinen lista            | Finlandia         | 16      |
| Lista Przebojów Programu Trzeciego | Polska            | 27      |